# Saint-Alban-d’Hurtières
Saint-Alban-d’Hurtières, bis zum 5. November 2013 Saint-Alban-des-Hurtières, ist eine Gemeinde in den Savoyen in Frankreich. Sie gehört zur Region Auvergne-Rhône-Alpes, zum Département Savoie, zum Arrondissement Saint-Jean-de-Maurienne Sie grenzt im Norden an Saint-Georges-d’Hurtières, im Nordosten an Argentine, im Südosten an Saint-Pierre-de-Belleville, im Südwesten an Presle und Le Verneil, im Westen an La Table und Bourget-en-Huile sowie im Nordwesten an Le Pontet.

## Weblinks

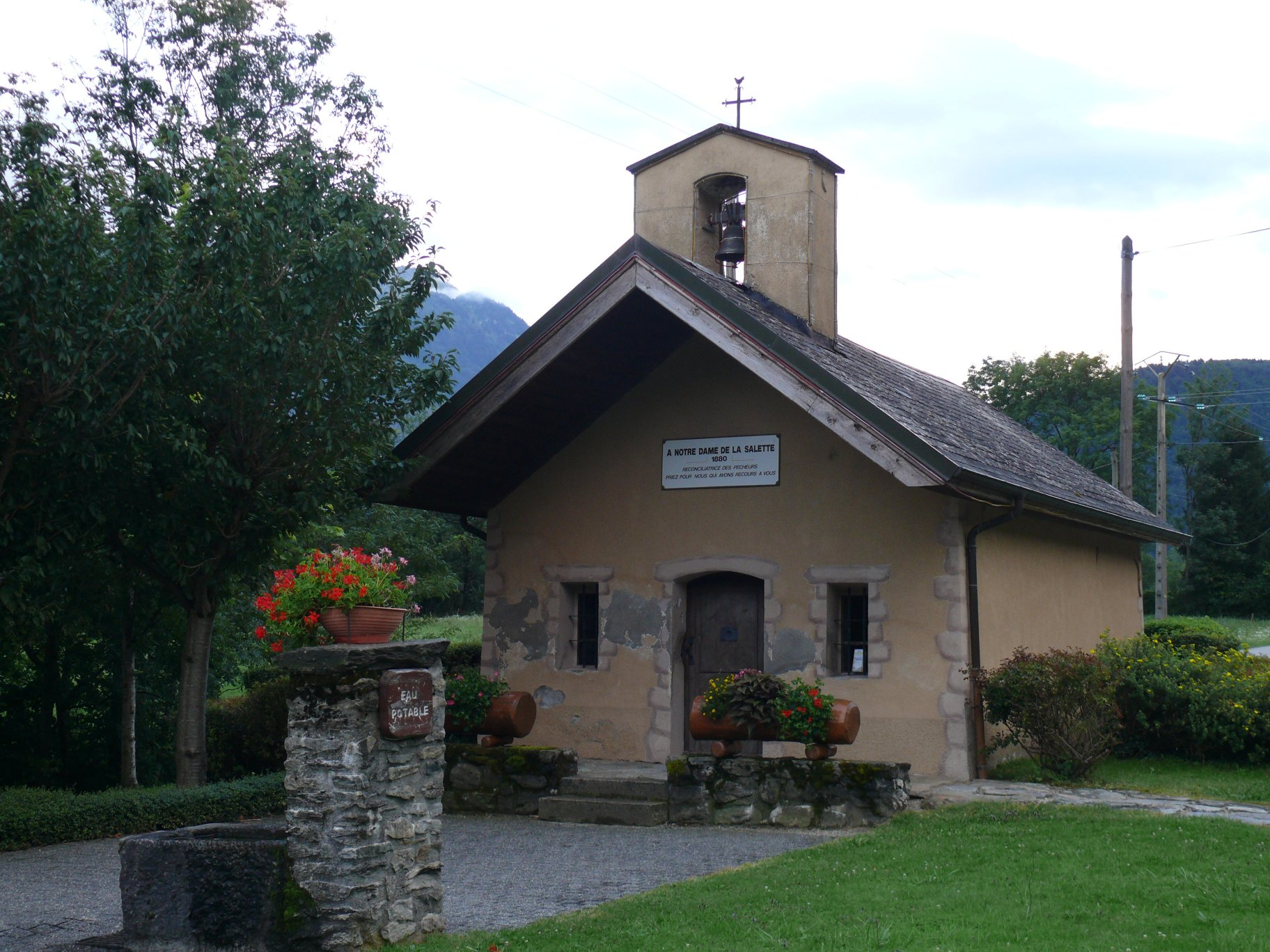
Kapelle Notre-Dame-de-la-Salette

## Bevölkerungsentwicklung
| Jahr                       | 1962 | 1968 | 1975 | 1982 | 1990 | 1999 | 2008 | 2014 | 2021 |
| -------------------------- | ---- | ---- | ---- | ---- | ---- | ---- | ---- | ---- | ---- |
| Einwohner                  | 381  | 325  | 273  | 258  | 211  | 227  | 301  | 333  | 369  |
| Quellen: Cassini und INSEE |      |      |      |      |      |      |      |      |      |

## Sehenswürdigkeiten
- Kapelle Notre-Dame-de-la-Salette